# Gabriela Moreyra
Gabriela Moreyra Mendes (Rio de Janeiro, 24 de julho de 1987) é uma atriz brasileira. É bisneta do escritor Álvaro Moreyra e da jornalista Eugênia Moreyra.

## Carreira
Iniciou sua carreira como atriz em 2006 na RecordTV na telenovela Bicho do Mato, com o papel de Ana. Seu segundo trabalho foi Graziela, em Caminhos do Coração. Sua terceira personagem foi Natália, em Bela, a Feia. Seu quarto papel foi Marialice Pinheiro em Vidas em Jogo. Em sua quinta telenovela interpretou Joana em Balacobaco. Em sua sexta telenovela interpretou Antônia em Pecado Mortal. 
Em 2015, no papel de Juliana, protagonizou a novela Escrava Mãe, que foi exibida em 2016. 
Em 2017, ela interpreta a Princesa Shamiran em O Rico e o Lázaro. 
Em 2018 integrou o elenco de apoio de Segundo Sol, onde interpretou a estudante Renatinha. 
Em 2019, integrou o elenco de Bom Sucesso, onde interpretou a professora Francisca.

## Filmografia

### Televisão
| Ano  | Título              | Personagem                   | Notas                               |
| ---- | ------------------- | ---------------------------- | ----------------------------------- |
| 2006 | Bicho do Mato       | Ana da Silva                 |                                     |
| 2007 | Caminhos do Coração | Graziela Machado (Grazi)     |                                     |
| 2009 | Bela, a Feia        | Natália Brito (Naty)         |                                     |
| 2011 | Vidas em Jogo       | Marialice Pinheiro           |                                     |
| 2012 | Balacobaco          | Joana Veloso                 |                                     |
| 2013 | Pecado Mortal       | Antônia Furtado (Tônia)      |                                     |
| 2016 | Escrava Mãe         | Juliana dos Anjos            |                                     |
| 2017 | O Rico e Lázaro     | Shamiran, Princesa de Nínive |                                     |
| 2018 | Segundo Sol         | Renata Troiano (Renatinha)   |                                     |
| 2019 | Sob Pressão         | Jurema                       | Episódio: "9 de maio"               |
| 2019 | Bom Sucesso         | Francisca Vieira             |                                     |
| 2021 | Salve-se Quem Puder | Aurora Machado de Alencar    | Episódios: "9 de junho–17 de junho" |
| 2023 | Olhar Indiscreto    | Diana                        |                                     |
| 2024 | Luz                 | Dora                         |                                     |

### Cinema
| Ano  | Título                     | Personagem    |
| ---- | -------------------------- | ------------- |
| 1996 | Flores Ímpares             | Mariana       |
| 2019 | Para Além da Memória       | Laura Gianini |
| 2023 | Os Aventureiros - A Origem | Catarina      |

## Prêmios e indicações
| Ano  | Premiação                                   | Categoria        | Indicação            | Resultado |
| ---- | ------------------------------------------- | ---------------- | -------------------- | --------- |
| 2011 | Troféu Raça Negra                           | Melhor Atriz     | Vidas em Jogo        | Indicada  |
| 2016 | Prêmio F5                                   | Revelação do Ano | Escrava Mãe          | Indicada  |
| 2020 | London International Motion Pictures Awards | Melhor Atriz     | Para Além da Memória | Indicada  |